# Spéciation chimique
La spéciation chimique d'un élément est la distinction entre les différentes formes de liaisons possibles (les espèces) de cet élément dans un environnement donné. Elle dépend du type de complexe que l’élément va former avec les ligands présents dans l'environnement et de son degré d'oxydation.

## Exemple
La spéciation du cadmium dans une eau de rivière en France métropolitaine comprend une dizaine d'espèces chimiques : 
- Cd2+ (le cation « libre », c'est-à-dire solvaté par des molécules d'eau) ;
- CdOH+ ;
- CdCl+ ;
- CdCl2 ;
- Cd(SO3)22− ;
- CdSO3 ;
- CdHCO3+ ;
- Cd(CO3)2 ;
- Cd complexé par les acides humiques en solution ;
- Cd adsorbé sur les matières en suspension ;

Il n'existe pas de méthode d'analyse chimique de détermination directe de la diversité des espèces métalliques en solution. Plusieurs méthodes d'analyses sont nécessaires pour fournir des données permettant d'estimer les concentrations des espèces en solution.

## Importance de la notion et compléments
L'espèce chimique ou la forme moléculaire précise d'un polluant est souvent un facteur essentiel, pour plusieurs raisons : 
- elle détermine le devenir et la capacité de mobilité dans l'environnement physique, dans l'écosystème et dans l'organisme vivant de l'atome ou de la molécule concernés ;
- elle détermine la biodisponibilité du polluant, et son caractère plus ou moins bioassimilable ;
- elle détermine la toxicité et l'écotoxicité de l'élément dans son contexte, très différentes selon son "espèce chimique"[2] ;

ceci est particulièrement vrai pour le chrome, l’arsenic, le plomb, le mercure...). Dans ces cas, il faut connaitre la spéciation du polluant pour mieux comprendre la cinétique environnementale du polluant, ses mécanismes de transfert et ses effets toxiques. Ceci est également nécessaire pour pouvoir adéquatement sélectionner la valeur toxicologique de référence la plus adaptée (si elle existe), et de renseigner sur d’autres propriétés physico-chimiques (solubilité, passage percutané... par exemple). 
Il est possible par le calcul et la modélisation, de prévoir la spéciation d'un élément dans une eau dont on connaît les caractéristiques chimiques (ions majeurs, pH et T°C principalement) en utilisant un logiciel de spéciation comme VisualMINTEQ.